# Kazimierza Wielka
Kazimierza Wielka (udtale: [kaʑiˈmʲɛʐa ˈvʲɛlka]) er en by i den sydlige del af voivodskabet Święty Krzyż i den sydøstlige del af Polen, i den historiske region Lillepolen. Byen har 5.212(2021) indbyggere og et areal på 	5,34 km², og er administrationsby for powiatet Kazimierza.

## Historie
Den første omtale af landsbyen stammer fra 1320 under Władysław 1. Łokietek. På det tidspunkt blev dens navn stavet Cazimiria, og den tilhørte Kazimierski-familien. I Kongeriget Polens krone var Kazimierza Wielka beliggende i Proszowice powiatet i Krakow voivodskab i Provinsen Lillepolen, mens nabolandet Kazimierza Mała tilhørte powiatet Wiślica i Sandomierz voivodskab. I 1560'erne var Kazimierza Wielka et af centrene De Polske Brødre. I slutningen af det 18. århundrede var godset ejet af magnaterne fra Polen og Litauen, Łubieński-familien. De etablerede der et af de første sukkerraffinaderier i Polen i 1845.
Efter Polens delinger tilhørte landsbyen Østrig. Efter den polske sejr i den østrig-polske krig i 1809 blev det en del af det kortvarige Hertugdømmet Warszawa. Efter hertugdømmets opløsning blev det en del af russisk-kontrollerede Kongrespolen. I 1918 genvandt Polen uafhængighed og kontrol over Kazimierza Wielka, som efterfølgende var administrativt placeret i Kielce voivodskab.